# Brookwood
Brookwood é uma cidade  localizada no estado americano do Alabama, no Condado de Tuscaloosa.

## Demografia
Segundo o censo americano de 2000, a sua população era de 1483 habitantes. 
Em 2006, foi estimada uma população de 1466, um decréscimo de 17 (-1.1%).

## Geografia
De acordo com o United States Census Bureau, a localidade tem uma área de 21,2 km², dos quais 21,1 km² cobertos por terra e 0,1 km² cobertos por água. Brookwood localiza-se a aproximadamente 183 m acima do nível do mar.

## Localidades na vizinhança
O diagrama seguinte representa as localidades num raio de 24 km ao redor de Brookwood. 